# 泉川站
泉川站（日语：／ Izumikawa eki */?）是位於北海道野付郡別海町泉川的北海道旅客鐵道（JR北海道）標津線的鐵路站（廢站）。

## 車站構造
- 初期相對式月台2面2線，可列車交會。後期則不可列車交會。
- 無人站
- 設有站舍。

## 歷史
在戰前時，許多人都住在群山地區。在戰時，需要木材等物資，所有在沿線中基地人員增加，運輸便很重要。而不計算本站外，由標茶站至最近的列車交會設備距離22.5公里，而本站至該設備由有傾斜度達25‰的路段，越過山峽地帶，所以在這情況下便需要加設一個列車交會設備。所以便加設此信號站。
- 1944年（昭和19年）5月1日 - 本站開業，為臨時信號站。
- 1952年（昭和27年）3月25日 - 臨時信號站升級至車站。提供旅客和貨物服務。
- 1958年（昭和33年）11月19日 - 站舍改建。
- 1961年（昭和36年）3月31日 - 停止貨物起卸服務。
- 1984年（昭和59年）2月1日 - 停止行李起卸服務。
- 1986年（昭和61年）11月1日 - 不可列車交會，同時成為無人站。
- 1987年（昭和62年）4月1日 - 因國鐵分割民營化，本站成為北海道旅客鐵道的車站。
- 1989年（平成元年）4月30日 - 標津線停運，本站也成為廢站。

## 相鄰車站
北海道旅客鐵道
標津線
多和－泉川－光進

## 相關項目
- 日本鐵路車站列表